# Aghione
Aghione (Corsicaans: Aghjone) is een gemeente in het Franse departement Haute-Corse (regio Corsica) en telt 245 inwoners (1999). De plaats maakt deel uit van het arrondissement Corte.

## Geografie
De oppervlakte van Aghione bedraagt 35,3 km², de bevolkingsdichtheid is 6,9 inwoners per km².
De onderstaande kaart toont de ligging van Aghione met de belangrijkste infrastructuur en aangrenzende gemeenten.

## Demografie
Onderstaande figuur toont het verloop van het inwonertal (bron: INSEE-tellingen).

Vanwege een beveiligingsprobleem met de MediaWiki Graph-software is het momenteel niet mogelijk deze grafiek weer te geven. Zodra de software is bijgewerkt zal de grafiek vanzelf weer zichtbaar worden.
1. ↑  Populations de référence 2022.